# Eucera albescens
Eucera albescens är en biart som först beskrevs av Timberlake 1969. Den ingår i släktet långhornsbin och familjen långtungebin. Inga underarter finns listade i Catalogue of Life.

## Beskrivning
Eucera albescens har svart grundfärg med rödbruna fötter (hos honan endast spetsar och leder). Pälsen på huvud och mellankropp är tät och vit, längre hos hanen än hos honan. Vingarna är svagt rökfärgade med mörkt rödbruna ribbor. Bakkroppens päls är även den övervägande vit. Honan har dock bruna bakkanter på tergit 1 till 4, svarta hår i framkanterna på tergiterna 4 och 5 samt brun päls på mittdelen av tergit 5:s bakkant och tergit 6:s sidor. Hanen har brunaktiga bakkanter på alla tergiterna, svarta hår i framkanterna på tergiterna 4 till 6 samt inblandade bruna hår på tergit 7 och sterniterna 4 och 5. Hanen skiljer sig dessutom från honan genom att clypeus, labrum och ofta även käkarnas spetsar är blekgula.

## Utbredning
Arten förekommer i västra USA från Nevada till Arizona.

## Ekologi
Arten är polylektisk, det vill säga den är generalist när det gäller näringsväxter och flyger till blommande växter från många olika familjer, som korgblommiga växter, korsblommiga växter, kaktusväxter, ärtväxter, strävbladiga växter, malvaväxter, dunörtsväxter, vallmoväxter och pockenholtsväxter.
Som alla långhornsbin är arten solitär (icke samhällsbildande). Honan gräver ensam ut larvboet i marken.